# Стрілковської фабрики
Стрілко́вскої фабрики (рос. Стрелковской фабрики) — селище у складі Подольського міського округу Московської області, Росія.
Стара назва — Стрілковської Фабрики.

## Населення
Населення — 69 осіб (2010; 97 у 2002).
Національний склад (станом на 2002 рік):
- росіяни — 90 %